# Albert von Stein
Albert von Stein (fl. 1513 – 1522), capitán mercenario suizo. Las referencias históricas nos dicen que llegó tarde a la Batalla de Novara. Poco después, dejó el ejército suizo, antes de la Batalla de Marignano.  En 1522, aparece de nuevo como capitán en jefe de las dos columnas suizas al servicio de Odet de Foix, Vizconde de Lautrec, muriendo (posiblemente a manos de Jorge de Frundsberg) a la cabeza de una de las dos columnas suizas durante el avance suicida en la Batalla de Bicoca.